# Ikonotext
Ikonotext är ett litteraturvetenskapligt begrepp som används för att beskriva syntesen, samspelet mellan ord och bild, i bilderböcker. Begreppet myntades 1982 av forskaren Kristin Hallberg i artikeln "Litteraturvetenskapen och bilderboksforskningen", och har sedan dess kommit att bli vanligt förekommande som begrepp i samtal kring bilderböcker och bilderboken som koncept.
Även ord som kongruens, synergi och duett har föreslagits användas på samma sätt som ikonotext.